# شوغويل مايغا
شوغويل مايغا (مواليد 1958) سياسي مالي ورئيس حزب الحركة الوطنية من أجل التجديد، ورئيس الوزراء المؤقت لمالي. خدم في الحكومة كوزير للصناعة والتجارة من 2002 إلى 2007 وبعد ذلك كوزير للاقتصاد الرقمي والمعلومات والاتصالات من 2015 إلى 2016. في 4 يونيو 2021 تم تعيينه رئيسًا للوزراء مؤقتًا من قبل زعيم الانقلاب الرئيس أسيمي غويتا.

## الحياة والوظيفة
ولد مايغا في تبانغو، في منطقة جاو، وهو مهندس اتصالات من حيث المهنة، وهو زميل مقرب لموسى تراوري. كان عضوًا في الاتحاد الوطني للشباب في مالي. في فبراير 1997 أصبح رئيسًا للحركة الوطنية للتجديد وهي حزب سياسي في مالي. في عام 2002 ترشح لمنصب الرئيس، وحصل على 2.73٪ من الأصوات في الجولة الأولى قبل أن ينسحب ويدعم أمادو توماني توري. في الانتخابات التشريعية في العام نفسه انضم إلى حزب إبراهيم بوبكر كيتا التجمع من أجل مالي ومع المؤتمر الوطني للمبادرة الديمقراطية، وكلاهما جزء من تحالف الأمل 2002 الأكبر. كان مايغا وزير الصناعة والتجارة في حكومة أحمد محمد آغ حماني، وعمل بهذه الصفة من 16 أكتوبر 2002 حتى 28 أبريل 2004، ظل في هذا المنصب تحت حكم عثمان يوسفي معيقة من 2 مايو 2004 حتى 27 سبتمبر 2007.
في ديسمبر 2005 كان مايغا ممثل مالي في مفاوضات جولة الدوحة التجارية لمنظمة التجارة العالمية في هونج كونج. مع تأثير إعانات القطن والغذاء في العالم المتقدم بشكل كبير على الاقتصاد المالي، نُقل عن مايغا قوله «إن الولايات المتحدة والاتحاد الأوروبي مثل الفيلة تقاتل ونحن مثل العشب الذي تحت أقدامهم».
في الانتخابات الرئاسية لعام 2007 لم يترشح مايغا كمرشح، وبدلاً من ذلك دعم مرة أخرى أمادو توماني توري. بعد إعادة انتخاب توري تم تعيين مايغا مديرًا للجنة تنظيم الاتصالات في يناير 2008. وظل في هذا المنصب حتى تم تعيينه في الحكومة كوزير للاقتصاد الرقمي والمعلومات والاتصالات في 10 يناير 2015. تم فصله من الحكومة في 7 يوليو 2016.
في 28 مايو 2021 بعد وقت قصير من انقلابه ضد نداو ومكتار أواني، أعلن العقيد أسيمي غويتا أن منصب رئيس الوزراء سيعود إلى إم 5. في اليوم التالي ورد أن غويتا تحدث عن خططه لتعيين مايغا في هذا المنصب.
في 13 أغسطس 2022، أصيبت مايغا بسكتة دماغية وتم إدخالها إلى عيادة باستور في باماكو، ولم يتم الكشف عن أي معلومات حول سبب السكتة الدماغية. تم استبداله مؤقتًا في إجازة طبية بالعقيد عبد الله مايغا في 21 أغسطس 2022.
وفي 25 نوفمبر 2022، قال مايغا إنه تعافى من السكن الدماغية، وفي 5 ديسمبر 2022 استأنف مايغا مهامه كرئيس للوزراء.